# Albrecht Anton Adolph Hofmann
Albrecht Anton Adolph Hofmann (* 24. September 1758 in Meiningen; † 11. Februar 1837 in Coburg) war ein deutscher Jurist.

## Leben
Albrecht Anton Adolph Hofmann war der jüngste Sohn des Wirklichen Geheimrates Johann Heinrich Hofmann und dessen Ehefrau Jeanette Christiane Karoline, geb. Freiin von Stein.
Er besuchte das Gymnasium Casimirianum Coburg und begann 1778 ein Studium der Rechtswissenschaften an der Universität Jena, das er 1780 an der Universität Leipzig beendete.
Anfang 1781 wurde er zum Hofadvokaten ernannt und im gleichen Jahr trat er in die Dienste des Herzogs Franz als Hofsekretär beim Hofverwaltungsamt. 1782 wurde er zum Rat und Amtsadjunkt in Coburg ernannt und 1784 erfolgte seine Beförderung in die Geheime Kanzlei in Saalfeld mit Sitz und Stimme, hiermit verbunden war das Prädikat Legationsrat. 1788 wurde ihm die Exspektanz auf die erste Ratsstelle in der Geheimen Kanzlei verliehen. 1791 erfolgte seine Ernennung zum Hofrat und 1796 die Beförderung zum Wirklichen Geheimen Hofrat, worauf er 1799 Geheimer Rat wurde.
1800 wurde ihm die Landeshauptmannschaft im Fürstentum Sachsen-Saalfeld übertragen, bis er 1803 zum Kanzler und Chef der Justizdeputation der herzoglichen Regierung nach Coburg berufen wurde. 1806 erfolgte seine Ernennung zum Präsidenten des Oberappellationsgericht Coburg und nach dessen Auflösung wurde er 1808 zum Präsidenten der Landesregierung des Herzogs Ernst I. ernannt; in diesem Amt war er bis 1822 tätig.
Am 1. August 1821 gab der Herzog dem Land eine neue Verfassung und in der Folge wurde Albrecht Anton Adolph Hofmann 1822 in das Präsidium beim Landesministerium berufen und 1823 zum Wirklichen und Vorsitzenden Geheimrat im Landesministerium bestätigt., bis er sich 1828 aus gesundheitlichen Gründen aus den Staatsgeschäften zurückzog.

## Auszeichnungen
1825 erhielt er das Prädikat Exzellenz.
1833 wurde ihm das Komturkreuz des neu errichteten Herzoglich Sachsen-Ernestinischen Hausordens verliehen.